# Bolitoglossa meliana
Bolitoglossa meliana е вид земноводно от семейство Plethodontidae. Видът е застрашен от изчезване.

## Разпространение
Разпространен е в Гватемала.